# العلاقات الزيمبابوية الموريشيوسية
العلاقات الزيمبابوية الموريشيوسية هي العلاقات الثنائية التي تجمع بين زيمبابوي وموريشيوس.

## مقارنة بين البلدين
هذه مقارنة عامة ومرجعية للدولتين:
| وجه المقارنة                                              | زيمبابوي | موريشيوس                 |
| --------------------------------------------------------- | --- | ------------------------ |
| المساحة (كم2)                                             | 390.76 ألف | 2.04 ألف                 |
| عدد السكان (نسمة)                                         | 16.53 مليون | 1.26 مليون               |
| الكثافة السكانية (ن./كم²)                                 | 42.3 | 617.65                   |
| العاصمة                                                   | هراري | بورت لويس                |
| اللغة الرسمية                                             | لغة إنجليزية، اللغة الشونا، النديبيلية الشمالية ‏، لغة الشيشيوا، Barwe ‏، Kalanga language ‏، Tshwa language ‏، النداو ‏، اللغة التسونجا، لغة الإشارة الزيمبابوية ‏، اللغة السوتية، تونغا ‏، اللغة التسوانية، اللغة الفيندية، اللغة الكوسية | لغة إنجليزية، لغة فرنسية |
| العملة                                                    | دولار أمريكي | روبي موريشي              |
| الناتج المحلي الإجمالي (بليون دولار)                      | 17.85 مليار | 13.34 مليار              |
| الناتج المحلي الإجمالي (تعادل القوة الشرائية) بليون دولار | 27.88 مليار | 25.36 مليار              |
| الناتج المحلي الإجمالي الاسمي للفرد دولار أمريكي          | 924 | 9.25 ألف                 |
| الناتج المحلي الإجمالي للفرد دولار أمريكي                 | 1.79 ألف | 18.59 ألف                |
| مؤشر التنمية البشرية                                      | 0.509 | 0.777                    |
| رمز المكالمات الدولي                                      | +263 | +230                     |
| رمز الإنترنت                                              | .zw | .mu                      |
| المنطقة الزمنية                                           | ت ع م+02:00 | ت ع م+04:00              |

## منظمات دولية مشتركة
يشترك البلدان في عضوية مجموعة من المنظمات الدولية، منها:
| علم المنظمة | اسم المنظمة                                 | تاريخ انضمام زيمبابوي | تاريخ انضمام موريشيوس |
| ----------- | ------------------------------------------- | --------------------- | --------------------- |
|             | مجموعة التنمية لأفريقيا الجنوبية            | ?                     | ?                     |
|             | مؤسسة التنمية الدولية                       | 29 سبتمبر 1980        | 23 سبتمبر 1968        |
|             | الأمم المتحدة                               | 25 أغسطس 1980         | 24 أبريل 1968         |
|             | منظمة التجارة العالمية                      | ?                     | ?                     |
|             | البنك الإفريقي للتنمية                      | ?                     | ?                     |
|             | وكالة ضمان الاستثمار متعدد الأطراف          | 10 أبريل 1992         | 28 ديسمبر 1990        |
|             | مجموعة دول أفريقيا والكاريبي والمحيط الهادئ | ?                     | ?                     |
|             | الاتحاد الأفريقي                            | ?                     | ?                     |
|             | منظمة الشرطة الجنائية الدولية               | ?                     | ?                     |
|             | المركز الدولي لتسوية المنازعات الاستشارية   | 19 يونيو 1994         | 2 يوليو 1969          |
|             | الاتحاد الدولي للاتصالات                    | 10 فبراير 1981        | 30 أغسطس 1969         |
|             | الفريق المعني برصد الأرض                    | ?                     | ?                     |
|             | البنك الدولي للإنشاء والتعمير               | 29 سبتمبر 1980        | 23 سبتمبر 1968        |
|             | الاتحاد البريدي العالمي                     | ?                     | ?                     |
|             | منظمة حظر الأسلحة الكيميائية                | ?                     | ?                     |
|             | مؤسسة التمويل الدولية                       | 29 سبتمبر 1980        | 23 سبتمبر 1968        |
|             | يونسكو                                      | 22 سبتمبر 1980        | 25 أكتوبر 1968        |

## وصلات خارجية
- موقع وزارة الخارجية الزيمبابوية